# Словник сленгу
Словник сленгу або словник жаргону — словник, який містить у собі інформацію щодо лексики, яка зазвичай не застосовується у формальному спілкуванні: соціолектів та, іноді, ненормативної лексики. Більшість словників сленгу є одномовними. 
Словники сленгу можуть засвідчувати зміну значення та структури слів та виразів у часі та просторі, що робить їх цікавими, зокрема, для етимологів та усних істориків. Словники сленгу можуть охоплювати лише окремо взято сферу, наприклад сленгові терміни та вирази, які використовуються під час виборчої кампанії. 

## Українські сленгові словники
Українська сленгова лексикографія є відносно новим явищем. Найвідомішим дослідником арґо, жаргонізмів, вульгаризмів, сленгу та інших соціальних діалектів української мови є Леся Ставицька. Серед її праць можна виділити:
- 2003 рік — Короткий словник жарґонної лексики української мови. ISBN 966-7679-31-4 — понад 3000 мовних одиниць
- 2005 рік — Український жарґон. Словник. ISBN 966-7679-74-8 — понад 5000 мовних одиниць
- 2008 рік — Українська мова без табу. ISBN 966-8978-01-3 — близько 5000 слів та словосполучень, у якому значна увага приділяється евфемізмам, обсценізмам, сексуалізмам.

Серед інших сленгових словників можна виділити:
- Перший словник українського молодіжного сленгу Світлани Пиркало
- Словник сучасного українського сленґу видавництва Фоліо; ISBN 966-03-3268-8 — містить понад 5000 слів і словосполучень
- Онлайн словник українського сленгу Мислово — словник, який створюється користувачами.
- Виборча кампанія: Словник сленгових термінів та виразів Володимира Нестеровича, який вийшов друком в 2020 році.

## Англомовні сленгові словники
- The Canting Academy, or Devil's Cabinet Opened 1673 року — один з перших сленгових словників світу
- Urban Dictionary — сучасний американський онлайн словник сленгу.

## Данські сленгові словники
- у 2012 році вийшов мобільний додаток данського сленгу Slangordbogen — dansk slang og dagligsprog, який містить 13,600 визначень та 56,200 синонімів з-поміж іншої лексичної інформації.[2]